# Gefühlsethik
Unter Gefühlsethik (auch bekannt unter der Bezeichnung Moral-Sense-Theorie) werden Theorien zusammengefasst, die (moralischen) Gefühlen im Prozess der moralischen Urteilsbildung und bei der Erfassung moralischer Wahrheiten eine epistemisch und meta-ethisch entscheidende Rolle zusprechen.
Wichtige Beiträge zur Moral-Sense-Theorie wurden im Zuge der Schottischen Aufklärung von Anthony Ashley Cooper (1671–1713), Francis Hutcheson (1694–1746), David Hume (1711–1776) und Adam Smith (1723–1790) entwickelt. Moderne Vertreter der Moral-Sense-Theorie sind beispielsweise Jonathan Haidt und Michael Slote.

## Grundlagen
Alle Vertreter dieser Theorie teilen die Überzeugung, dass Handlungen im Allgemeinen und moralische Handlungen im Besonderen weniger durch vernünftige Vorüberlegungen und viel mehr durch Affekte und moralische Gefühle motiviert werden. Menschen besitzen, dieser Theorie folgend, neben dem Tastsinn, dem Geschmackssinn und allen weiteren empirischen Sinnen auch einen moralischen Sinn. Analog zu allen anderen Sinnen, können Menschen mit dem Moralsinn unmittelbar spüren, ob ein Sachverhalt oder eine Handlung moralisch tadelnswert oder lobenswert ist. Die Theorien unterscheiden sich in der Ansicht darüber, ob Menschen mit ihrem Moralsinn universell gültige moralische Normen erkennen können, oder ob sie über subjektive Moralsinne verfügen, die sich je nach Sozialisation und Kulturraum unterscheiden.
Die Moral-Sense-Theorie ist eine Auslegungsvariante des moralischen Sentimentalismus, die entweder annimmt, dass das moralische Denken vornehmlich auf Gefühle zurückzuführen ist, oder dass moralische Tatsachen durch Gefühle erkannt werden können, oder dass menschliche Gefühlsregungen und moralische Fakten erkennbar miteinander korrelieren. Darüber hinaus können viele Auslegungen der Moral-Sense-Theorie auch dem ethischen Intuitionalismus zugerechnet werden, einer epistemologischen Annahme, wonach bestimmte moralische Wahrheiten intuitiv als wahr erkannt werden können.

## Historische Hintergründe
Als Schottische Aufklärung wird die intellektuelle Hochkultur im Schottland des 18. Jahrhunderts bezeichnet. Während in Schottland zu Beginn des 18. Jahrhunderts eine vergleichsweise große Armut herrschte, kam es durch die Acts of Union 1707 zum Anschluss an das britische Empire. Als Folge zog der politische Betrieb weitestgehend nach London um, die intellektuellen und kulturellen Eliten verblieben hingegen weiter in Schottland und konnten sich in größerer Freiheit entwickeln. Die Zunahme von Handelspartnern in den amerikanischen Kolonien führte im Verlauf des 18. Jahrhunderts zudem zu einem wirtschaftlichen Aufschwung und durch eine rege Zu- und Auswanderung wurde auch der kulturelle Reichtum Schottlands gemehrt. Insgesamt gab es fünf Universitäten in Schottland (St. Andrews, Glasgow, Edinburgh, King’s College, Marischal College), deren Zugang im Vergleich zu anderen europäischen Universitäten preiswerter war. An diesen Universitäten etablierte sich zudem das pädagogische Konzept, dass Professoren nicht mehr alle Fachbereiche unterrichteten, sondern fachspezifisch arbeiteten. Die Konsequenz daraus war eine intellektuelle Hochkultur, deren Wirken anhand vieler Errungenschaften technischer und geisteswissenschaftlicher Natur erfasst werden können. Beispiele dafür sind die Entstehung der Encyclopædia Britannica (1768–71), die wegweisende Ausdifferenzierung neuer Forschungsbereiche wie der Soziologie durch Adam Ferguson und der Geologie durch James Hutton, und die wissenschaftlich und praktisch professionalisierte medizinische Lehre und Forschung. Auch wichtige philosophische Theorieerweiterungen in der Erkenntnistheorie und der Ethik prägen die Schottische Aufklärung.

## Abgrenzung zum ethischen Rationalismus und zum moralischen Egoismus
Die Philosophen der Schottischen Aufklärung grenzen sich mit der Moral-Sense-Theorie vom ethischen Rationalismus sowie dem moralischen Egoismus ab. Im Kontrast zu einer rationalen Ethik, schreiben sie den empirischen Methoden eine zentrale Rolle in der Ethik zu und kritisieren, dass viele beobachtbare Phänomene im Prozess der moralischen Urteilsbildung nicht vollständig durch rationale Theorien erklärt werden können. Der populärste Vertreter des ethischen Rationalismus, gegen den sich Moral-Sense-Theoretiker wie David Hume abgrenzten, war Rene Descartes. Descartes argumentiert in seinen Meditationes de prima philosophia (1641), dass Menschen mithilfe ihres Verstandes objektiv Relationen und Tatsachen in der Welt erkennen und dadurch moralisch passende von unpassenden Handlungen unterscheiden könnten. Die Moral-Sense-Theorie bezweifelt hingegen, dass moralische Wahrheiten Objekte sind, die mit der Vernunft erkannt werden können. Auch bezweifeln sie, dass Menschen sich allein aufgrund von Verstandesinhalten zu Handlungen motivieren können.
Die Moral-Sense-Theorie richtet sich ebenfalls gegen den moralischen Egoismus, der insbesondere durch Thomas Hobbes Werk Der Leviathan (1651) und in Bernard Mandevilles Bienenfabel (1714) vertreten wurde. Sowohl Hobbes als auch Mandeville gehen davon aus, dass alle Menschen grundsätzlich durch egoistische Motive zum Handeln motiviert werden. Von dieser Annahme ausgehend entwerfen beide eine rationale Ethik. Indem Menschen miteinander Vertragsverhältnisse eingehen, sich zu Staatsgemeinschaften zusammenschließen und versuchen, ihre soziale und wirtschaftliche Lage zu verbessern, würden sie, so die Idee des moralischen Egoismus, einen Mehrwert schaffen, der für alle Menschen in der Gemeinschaft vorteilhaft sei. Die Vertreter der Moral-Sense-Theorie lehnen diese Perspektive aufgrund empirischer Beobachtungen entschieden ab. Zur Begründung werden entweder Fallbeispiele angeführt, in denen Personen wissentlich gegen ihr eigenes Interesse zu handeln scheinen, oder es werden auf soziale Gefühle wie Mitleid, Erbarmen und Sympathie verwiesen, die Handlungen motivieren, ohne egoistisch zu sein.

## Klassische Moral-Sense-Theorien

### Francis Hutcheson
Francis Hutcheson kann als früher Vertreter der klassischen Moral-Sense-Theorie eingeordnet werden. Seine grundlegende Idee ist es, neben den bekannten menschlichen Sinnen wie dem Tastsinn oder den Geruchssinn, die Existenz weiterer Sinne, wie den ästhetischen Sinn und den moralischen Sinn anzunehmen. Analog zu dem Geruchssinn, mit dem Menschen den Geruch einer Sache unmittelbar wahrnehmen können, ermöglicht es nach Hutcheson der Moralsinn das moralisch Gute unmittelbar zu erkennen. Das moralisch Gute ist in Hutchesons Terminologie eine Qualität in „Handlungen [...] die Billigung und Liebe für ihren Urheber hervorruft, und zwar seitens derer, die nicht zwangsläufig einen Vorteil durch die Handlung erhalten.“  Im Gegensatz dazu ist das moralisch Schlechte eine Qualität einer Handlung, die Missbilligung für ihren Urheber auslöst, selbst bei denen, die von der Handlung nicht betroffen sind. Laut Hutcheson besitzen alle Menschen dasselbe natürliche Moralgefühl, dass sich nicht durch kulturelle und pädagogische Einflüsse verändern lässt.

Das moralische Gefühl der Liebe gegenüber einer handelnden Person und deren Charaktereigenschaften empfinden Menschen nur dann, wenn sie diesen Personen auch die Intention des Wohlwollens unterstellen können. Eng damit verknüpft ist die Ansicht, dass sich das Wohlwollen einer Handlung im besten Fall in einem persönlichen oder gesellschaftlichen Nutzen niederschlägt. Dieser Intention folgend entwickelt Hutcheson ein Nützlichkeitsprinzip, das in der Folge von den Grundvätern des Utilitarismus (Jeremy Benthams Nützlichkeitskalkül) aufgegriffen werden wird.
„Erwarten wir gleiche Grade von Glück als Ergebnis der Handlung, dann steht die Tugend in Proportion zur Anzahl der Personen, auf die das Glück sich erstreckt (hier kann die Würdigkeit oder moralische Bedeutung von Personen die Anzahl ausgleichen) […] Das heißt, diejenige Handlung ist die beste, die das größte Glück der größten Anzahl zeitigt, die schlechteste ist die, welche in gleicher Weise Unglück verursacht.“
Das Nützlichkeitsprinzip erlaubt es Hutcheson die moralische Güte alternativer Handlungsoptionen rechnerisch abzuwägen. Jede Handlung, die entweder durch eine gute Intuition (Wohlwollen) motiviert ist oder die im Ergebnis mehr Gutes als Übel erzeugt, kann diesem rechnerischen Prinzip folgend als moralisch gut bewertet werden. Umgekehrt wird jede Handlung, die mehr Übel als Gutes erzeugt oder die durch niederträchtige Intentionen motiviert ist, als moralisch schlecht bewertet werden. Aufgrund der klaren Trennung von Handlungsintentionen und Handlungsergebnissen ist es mit Hutchesons Moral-Sense-Theorie möglich, auch wenig talentierte Menschen mit guten Intentionen als tugendhaft zu beurteilen.

### David Hume
In seinem ethischen Hauptwerk „Eine Untersuchung über die Prinzipien der Moral“ von 1751 verfolgt David Hume das Projekt, alle als allgemein moralisch anerkannten menschlichen Eigenschaften empirisch zu erfassen und aus diesen Eigenschaften universell gültige Moralprinzipien abzuleiten. Mit der sogenannten „sehr einfache Methode“ untersucht Hume, ob einzelne Eigenschaften des menschlichen Gemütes in historischen Quellen, in Reiseberichten, im allgemeinen Sprachgebrauch oder in der Reflexion als tugendhaft oder als lasterhaft wahrgenommen werden. Die ermittelten Tugenden unterteilt Hume in vier Kategorien:
1. Eigenschaften, die Menschen persönlich nützlich sind,
2. Eigenschaften, die anderen nützlich sind,
3. Eigenschaften, die Menschen persönlich unmittelbar angenehm sind und
4. Eigenschaften, die anderen unmittelbar angenehm sind.

Es können viele Begründungen angeführt werden, so Hume, warum diese empirisch feststellbaren Eigenschaften gesellschaftlich als Tugenden anerkannt werden. Beispielsweise könnte die Nützlichkeit einer Handlung von einer Gesellschaft als Grund aufgefasst werden, diese Handlung als tugendhaft zu beurteilen. Hume lehnt diese rationalistische Begründungsfigur jedoch ab, weil der Nutzenwert einer Handlung ihm zufolge keinen moralischen Wert besitze, der sich empirisch nachweisen ließe.

In den metaphysischen Überlegungen, die Hume in seinem Traktat über die Menschliche Natur anstellt (1739), kann die Vernunft nur analytische und keine synthetischen Urteile a priori bilden. Weil moralische Prinzipien aber keine Tatsachenwahrheiten darstellen, können Menschen nicht von bekannten „Ist-Zuständen“ auf unbekannte „Soll-Zustände“ schließen. Das Urteil, dass eine Eigenschaft tugendhaft ist, kann somit laut Hume nicht durch die Vernunft erkannt werden. Stattdessen entwickeln Menschen im Affekt ein moralisches Gefühl des Wohlwollens oder der Ablehnung gegenüber einer beobachteten Eigenschaft.
„Die Vernunft ist nur Sklave der Affekte und soll es auch sein; sie darf niemals eine andere Funktion beanspruchen als die, denselben zu dienen und zu gehorchen.“
Mithilfe der Vernunft lässt sich im Nachhinein feststellen, dass alle als tugendhaft erkannten Eigenschaften einen Nutzen für einzelne Personen oder für die Gesellschaft haben. Dass die Eigenschaften tugendhaft sind, erkennen Menschen aber nicht aufgrund ihres Nutzenwertes, sondern allein aufgrund des angenehmen, moralischen Gefühls, dass sie beim Anblick der Eigenschaft empfinden. Damit Menschen in ihrem moralischen Urteilen auch die Gefühle anderer Menschen berücksichtigen und intersubjektiv vermittelbare moralische Urteile fällen können, hebt Hume die menschliche Fähigkeit zum Mitgefühl hervor, die bei Adam Smith in abgewandelter Form unter der Bezeichnung „Sympathie“ Verwendung finden wird. Menschen können sich in die Lage einer anderen Person hineinversetzen und sich vorstellen, wie sie sich an deren Stelle fühlen würden. In der Imagination, die Position einer anderen Person einzunehmen, entwickeln Menschen Gefühle und sie können diese Gefühle unmittelbar in ihrem moralischen Urteilsprozess berücksichtigen. Das Mitgefühl und die Menschlichkeit werden von Hume als nicht weiter erklärungsbedürftige Prinzipien der Menschlichen Natur anerkannt.
„Es ist unnötig, unsere Forschung so weit zu treiben und zu fragen, warum wir Menschlichkeit oder Mitgefühl für andere haben. Es reicht, dass dies als ein Prinzip der menschlichen Natur erfahren wird. Wir müssen bei unserer Untersuchung der Ursachen irgendwo aufhören, und es gibt in jeder Wissenschaft einige allgemeine Prinzipien, über die hinaus wir ein noch allgemeineres zu finden nicht hoffen können. […] Es ist nicht wahrscheinlich, dass diese Prinzipien auf andere reduziert werden können, die einfacher und universeller sind, gleichgültig, welche Versuche in dieser Hinsicht gemacht worden sind.“
Hume ist sich bewusst, dass Menschen unterschiedlich stark ausgeprägte Gefühle besitzen. Auch das Mitgefühl, welches er als Basismotiv moralischen Handelns identifiziert, ist zwar bei jedem Menschen von Geburt an vorhanden, es kann und sollte aber weiterentwickelt werden. Um zu einer einheitlichen Definition von Lob und Tadel zu kommen, die in einer Gesellschaft gelten und an der sich Menschen orientieren können, ist laut Hume eine Sprache notwendig, welche nach einem einheitlichen Prinzip Handlungen in lobenswert und tadelnswert unterteilt. Durch den sozialen Umgang können Menschen über individuelle Moralvorstellungen reflektieren um anschließend einheitliche und allgemeingültige Prinzipien für die Bewertung von Handlungen aufzustellen.

### Adam Smith
Adam Smith arbeitet in seinem ethischen Hauptwerk, die Theorie der ethischen Gefühle (TEG), das Konzept der Sympathie akribisch aus. Sympathie, die oft auch als „Erbarmen“ oder „Mitleid“ bezeichnet wird, kann jeder Mensch empfinden, egal wie tugendhaft oder grob er sein mag. Die Sympathie erlaubt es, sich in die Lebenswelt einer anderen Person hineinzuversetzen und deren oder Gefühle nachzuempfinden. Das Gefühl, das die sympathisierende Person empfindet, muss dabei nicht genau die Gefühlslage der beobachteten Person widerspiegeln. Menschen können Sympathien für Betroffene fühlen, die sich ihres Leidens selbst nicht bewusst sind und sie können umgekehrt die Gefühlsausbrüche einer anderen Person als überzogen wahrnehmen und diese nicht teilen.
Als Beleg für die menschliche Fähigkeit zur Sympathie zieht Smith etliche Alltagsbeispiele aus der europäischen Gesellschaft während der ersten Industriellen Revolution heran. Besonders deutlich zeigt sich für ihn die Sympathie im Verhältnis zwischen Reichen und Armen Menschen (S. 77). Menschen sind eher dazu geneigt, mit der Freude anderer Menschen zu sympathisieren, als mit deren Leid. Aus diesem Grund stellen Menschen gerne ihren Reichtum zur Schau, sie verbergen jedoch ihre Armut. Menschen häufen keinen Reichtum zur Bedürfnisbefriedigung an, sondern um die Sympathie ihrer Mitmenschen zu gewinnen. Diese Dynamik erklärt für Smith auch die Ständegesellschaft der Aufklärung. Reiche Menschen, die ihren Stand qua Geburt erhalten, erlernen aufgrund der Erwartung ihrer Mitmenschen einen speziellen Habitus. Dieser verleiht ihnen eine natürliche Autorität, eine Aura des Reichtums und in der Folge auch die Sympathie ihrer Mitmenschen.
Aus empirischen Beobachtungen wie diesen leitet Smith, wie vor ihm schon David Hume, Tugenden ab, die seiner Meinung nach von den meisten Menschen in den meisten Kulturen anerkannt würden. In seiner Theorie unterscheidet Smith zwischen zwei Typen von Tugenden. Die feinfühligen und liebenswerten Tugenden sind Tugenden, die eine aufrichtige Sympathie und Anteilnahme für die Gefühle, Leiden und das Glück einer anderen Person zum Ausdruck bringen. Diese Tugenden lösen in der Regel Dankbarkeit bei den von Leid betroffenen Mitmenschen aus. Die achtungsgebietenden Tugenden finden ihren Ursprung hingegen in dem Bemühen eines Leidenden seine Emotionen auf eine Art auszudrücken, die den Beobachtenden nicht unangenehm ist. Die Sympathie gegenüber dieser Person ergibt sich aus der Achtung vor der zur Schau gestellten Charakterstärke.
Mithilfe der Fähigkeit zur Sympathie und mithilfe der eigenen moralischen Gefühle fällen Menschen moralische Urteile. Smith geht davon aus, dass Menschen, weil sie Sympathievermögen Besitzen, Eindrücke, wie ein erfahrenes Leid, erlebte Freuden und empfundenes Pflichtgefühl sinnvoll kommunizieren können. Hierdurch ist es Menschen zum einen möglich, das eigene moralische Urteil zu überdenken und es einem intersubjektiv geteilten Konsens anzupassen. Auf diese Weise öffnet sich das moralische Gefühl für kulturelle und pädagogische Einflüsse. Zum anderen können Menschen mit der zusätzlichen Hilfe des „unparteiischen Beobachters“ ihre eigenen Handlungen unvoreingenommen moralisch beurteilen. Hinter dem unparteiischen Beobachter steckt Smith’ Forderung, geplante Handlungen und deren Folgen aus einer neutralen Position heraus zu beurteilen. Indem Menschen mithilfe der Sympathie abschätzen können, welche Auswirkungen eine Handlung auf alle von der Handlung betroffenen Menschen in einer Gesellschaft haben kann, und dann ihr moralisches Urteil auf der Basis des moralische Gefühls in der unparteiischen Position fällen, müsste aus Smiths Sicht ein geteilter Common Sense über Tugenden erkennbar werden, den alle Menschen einer Gesellschaft anerkennen können.

### Moderne Moral-Sense-Theorien
Ein Beispiel für eine moderne Adaption der Moral-Sense-Theorie ist Jonathan Haidts „social-intuition Model“. In dem Modell führt Haidt etliche Erkenntnisse aus der Primatologie und der Moralpsychologie zusammen und argumentiert dahingehend, dass moralische Urteile in konkreten Situationen ganz intuitiv und ohne besondere kognitive Anstrengung gebildet werden. Erst im Nachhinein entwickeln Menschen rationale Gründe, um ihr Handeln zu rechtfertigen und um soziale Normen zu rekonstruieren. Die Hauptargumente, die Haidt für sein Modell anführt, sind die Schnelligkeit und Regelmäßigkeit, mit der Menschen im Alltag moralische Urteile fällen. Weil sie so oft in ihrem Alltag moralische Urteile sehr schnell fällen müssen, könnten diese argumentativ gar nicht abgewogen werden. Sie müssten intuitiv erfolgen. Die im Nachhinein vollzogene Begründung moralischer Urteile nennt Haidt post-hoc-Argumentation, da sie nicht zielführend für die getroffene Entscheidung gewesen ist.
Als Kern des intuitionistischen Modells hält Haidt vier Momente fest, die den Prozess der moralischen Urteilsbildung bestimmen und die miteinander in Verbindung stehen:
1. Der intuitiven Urteilslink , durch den moralische Urteile mühelos und schnell durch unbewusste kognitive und nicht kognitive Prozesse gefällt werden.
2. Der post-hoc-Argumentationslink , mit dem die im Affekt vollzogenen Urteile argumentativ begründet werden.
3. Der Überzeugungslink , mit dem moralische Argumente entwickelt und verbalisiert werden, um sich selbst und andere von der moralischen Richtigkeit einer Handlung oder eines Urteils zu überzeugen.
4. Der soziale Überzeugungslink , mit dem die sozialen Dynamiken bei der Urteilsbildung zwischen den Mitgliedern von Peer-Groups beschrieben werden kann. Was als moralisch gut oder schlecht empfunden wird, hängt stark von der sozialen Umgebung, der Sozialisierung und der prägenden Kultur eines Individuums ab.

## Kritik
Die bisher genannten Moral-Sense-Theorien beziehen sich auf Gefühle, die Menschen zu bestimmten Handlungen motivieren. Da hiermit nur eine mögliche Erklärung moralischer Urteilsbildung und moralischer Erkenntnis darstellt wird, ist es nicht verwunderlich, dass die Anhänger anderer philosophischer Strömungen die Moral-Sense-Theorie scharf kritisieren.
Ein zeitgenössischer Kritiker von David Hume und Adam Smith ist Thomas Reid (1710–1796), der eine umfassende und im Großbritannien des 18. Jahrhunderts populäre Common-Sense-Theorie vertritt. Die Moral-Sense-Theorien, weisen Reid zufolge einen metaphysischen Knoten (d. h. eine nicht auflösbare und widersprüchliche Verstrickung metaphysischer Prinzipien) auf: Sie entkoppeln das moralische Urteil über eine Handlung von der Intention der handelnden Person und bewerten die Handlung ganz kontextunabhängig als lobens- oder tadelnswert. Reid hält dies für falsch, da Handlungen immer einem bestimmten Zweck dienen würden oder als Selbstzweck ausgeführt würden. Sie sind somit immer zweckbestimmt. Zwecke werden aber nicht von Gefühlen bestimmt und sie sind auch keine Eigenschaften einer Handlung selber. Stattdessen, so Reid, könne der Mensch nur mithilfe der eigenen Vernunft Zwecke formen.
Dennoch gesteht Reid ein, dass Menschen moralische Urteile oft intuitiv und ohne ausschweifende Überlegungen fällen. Um dieses Phänomen zu erklären, führt er neben der bewussten Handlungsintention auch einen unbewussten göttlichen Willen ein. Während Menschen also Kraft ihrer Vernunft die Güte moralischer Handlungen aufgrund einer gut erkennbaren Handlungsintention bewerten können, sind sie in manchen Situationen darauf angewiesen, dass sie die Qualität einer Handlung auch unbewusst und mit Gottes Hilfe richtig erfassen können.